# Canton Kobanî

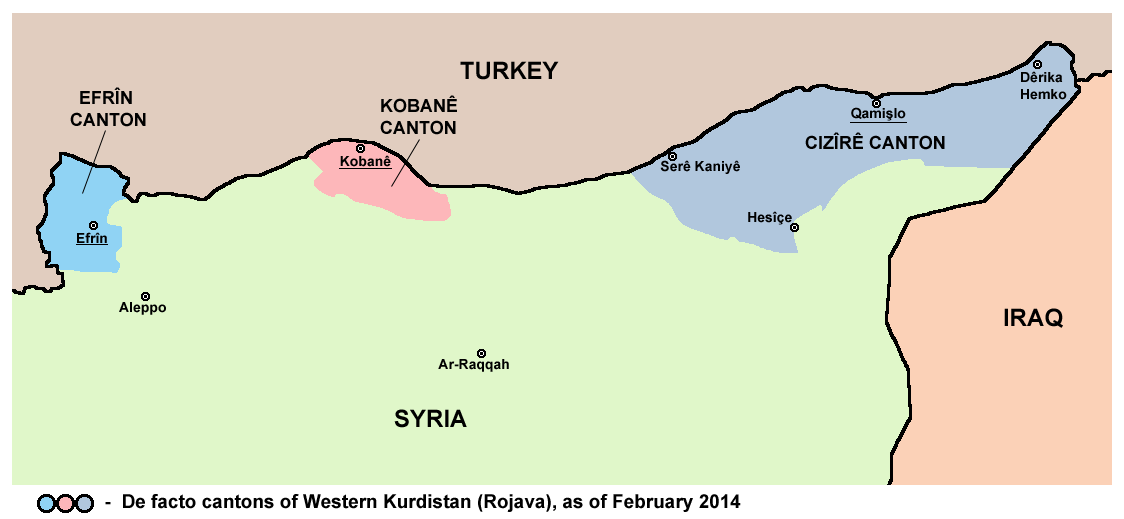
Bản đồ các canton Rojava tháng 2 2014

 Canton Kobanî (tiếng Kurd: Kantona Kobaniyê, tiếng Ả Rập: مقاطعة كوباني, tiếng Syriac cổ điển: ܦܠܩܐ ܕܟܘܒܐܢܝ, đã Latinh hoá: Pelqo d'Kobani), từ năm 2017 cũng được gọi là vùng Euphrates, là trung tâm của ba canton trên thực tế tự trị Rojava ở miền bắc Syria, bao gồm huyện Ayn al-Arab của tỉnh Aleppo, huyện Tell Abyad thuộc tỉnh Ar-Raqqah, và mũi phía tây của Nahiya Ras al-Ayn thuộc huyện Ras al -Ayn, tỉnh Al-Hasakah. Canton Koban đơn phương tuyên bố quyền tự trị vào tháng 1 năm 2014 và từ khi đó trên thực tế dưới chính phủ dân chủ trực tiếp phù hợp với Hiến pháp nhiều chủng tộc của Rojava.
Thành phố thủ phủ cantonlà Kobanî, bị ISIL bao vây giữa tháng 10 năm 2014 và tháng 1 năm 2015.

## Địa lý
Canton có biên giới với sông Euphrates về phía tây, tỉnh Urfa của Thổ Nhĩ Kỳ về phía bắc, Canton Jazira về phía đông, huyện al-Thawrah và huyện Ar-Raqqah thuộc tỉnh Ar-Raqqah ở phía nam và đông nam. Ở vĩ độ khoảng 36 độ rưỡi về phía bắc, cảnh quan của nó bao gồm đồng bằng và những ngọn đồi thấp, sông Euphrates và sông Balikh. Một phần của Trăng lưỡi liềm Màu mỡ, khí hậu của nó chủ yếu là "vùng biển nhiệt đới" trong phân loại khí hậu Köppen, trái ngược với vùng lạnh hơn, bán khô cằn ởtrong vùng và xa hơn về phía nam và đông.

## Nhân khẩu học
Dân số hiện tại của Canton Koban không được biết đến do các phong trào người tị nạn đáng kể; tuy nhiên, dân số của lãnh thổ trước năm 2014 ước tính khoảng 400.000 người, với đa số người Kurd. Do chiến đấu dữ dội, Ít nhất ba phần tư dân số đã chạy trốn qua biên giới sang Thổ Nhĩ Kỳ vào năm 2014, tuy nhiên, nhiều người quay trở lại vào năm 2015.
Theo các điều tra dân số năm 1982, các thành phố và thị trấn với hơn 10.000 cư dân là Kobanî (44.821) và Tell Abyad (14.825).